# جاك برافو
جاك برافو هو سياسي فرنسي، ولد في 29 ديسمبر 1943 في فالوغنس في فرنسا، وتوفي في 18 ديسمبر 2019 في الدائرة الثامنة عشرة في باريس في فرنسا. نشط حزبياً في الحزب الاشتراكي. وقد انتخب رئيس بلدية ‏ الدائرة التاسعة في باريس (2 أبريل 2001 – 13 أبريل 2014).